# Бианка (Отелло)
Бианка или Бьянка (англ. Bianca) — персонаж трагедии Уильяма Шекспира «Отелло», впервые поставленной на сцене в 1604 году. Это ревнивая любовница Кассио, венецианского офицера, служащего под началом Отелло. Она ненадолго появляется на сцене, но играет важную роль в интриге Яго, цель которой — убедить Отелло в том, что Дездемона изменяет ему с Кассио. Два прототипа Бианки, безымянные куртизанка и вышивальщица, впервые появляются в новелле Чинцио Джиральди «Венецианский мавр» из сборника «Экатоммити» (1566). Шекспир, сделавший эту новеллу своим источником, сохранил основную событийную канву, но привнёс много нового — в частности, создал образ Бианки, благодаря которому интрига Яго стала выглядеть более правдоподобно. Бианка в его изображении не является безусловно отрицательным персонажем: она демонстрирует определённую сердечность.
На сцене Бианку часто изображают как куртизанку, хотя пьеса не даёт для этого надёжных оснований. В XIX веке Бианку часто исключали из действия как безнравственного персонажа. В XX веке она стала героиней множества экранизаций трагедии.
- «Отелло», 1952, режиссёр Орсон Уэллс (в роли Бианки Дорис Даулинг);
- «Отелло», 1955, режиссёр Сергей Юткевич (в роли Бианки Лейла Ашрафова);
- «Венецианский мавр», 1960, фильм-балет режиссёра Вахтанга Чабукиани (в роли Бианки Этери Чабукиани);
- «Отелло», 1965, режиссёр Стюарт Бердж (в роли Бианки Шейла Рейд);
- «Отелло», 1995, режиссёр Оливер Паркер (в роли Бианки Индра Ове).